# Københavns Sporveje
Københavns Sporveje (KS) var et af Københavns Kommune ejet selskab, der blev dannet med virkning fra 1. august 1911 ved en samtidig overtagelse af det private De kjøbenhavnske Sporvejes aktiviteter. Senere i 1919 overtog KS også Frederiksberg Sporveje (FS), mens NESA fortsatte på egen hånd i Gentofte med egne sporveje og senere trolleybusser.
Som navnet antyder kørte man med sporvogne på dertil indrettede skinner i gader og veje og med elektriske ledninger i 1. sals højde. Senere valgte man dog de mere fleksible busser til nye boligområder i udkanten af byen.
Driften med sporvogne ophørte den 22. april 1972, hvor den sidste linje 5 kørte sin tur fra Amager til Nørrebro. Herefter rådede KS kun over busser. De fleste sporvogne blev brændt af på lossepladsen i Sydhavnen, men nogle blev bevaret af bl.a.a. KS selv og Sporvejshistorisk Selskab. De 99 ledvogne, kaldet "Düsseldorfere", blev solgt til Alexandria, (selskabet Alexandria Passengers Transport Authority (APTA)) i Egypten hvor de fleste stadig kører[kilde mangler]. To af dem er dog hjemtaget af Sporvejshistorisk Selskab og er nu under restaurering med henblik på brug på Sporvejsmuseet Skjoldenæsholm.
KS blev 1. oktober 1974 sammen med 11 andre trafikselskaber sammenlagt til Hovedstadsområdets Trafikselskab (HT).

## Linjer
Linje 1-12 og 14-15 blev overtaget fra De kjøbenhavnske Sporveje, der havde indførte linjenumre 27. november 1902.

### Hestelinjer
| Linje | Oprettet         | Nedlagt       | Beskiltning       | Linjeføring ved nedlæggelse hhv. bussificering | Bemærkninger                                                                                         |
| ----- | ---------------- | ------------- | ----------------- | ---------------------------------------------- | --- |
| 11    | 20. juli 1884    | 14. juni 1915 | Sort på hvid bund | Vendersgade – Nørregade – Gammeltorv           | Hestesporvej oprindelig oprettet af Kjøbenhavns Forstæders Sporveisselskab. Populært kaldet "Hønen". |
| 12    | 7. december 1895 | 27. juli 1917 | Sort på hvid bund | Søtorvet – Købmagergade – Amagertorv           | Hesteomnibuslinje oprindelig oprettet af Kjøbenhavns Omnibuskompagni.                                |

### Sporvejslinjer
Linje 1-3, 5-10, 13-14, 16 og den anden linje 19 blev omstillet til busdrift. De øvrige sporvejslinjer blev typisk erstattet af udvidet drift på de andre sporvejslinjer.
| Linje | Oprettet/ Elektrificeret    | Nedlagt/ Bussificeret             | Beskiltning Lanterner                    | Linjeføring ved nedlæggelse hhv. bussificering                                                     | Bemærkninger |
| ----- | --------------------------- | --------------------------------- | ---------------------------------------- | -------------------------------------------------------------------------------------------------- | --- |
| 1     | 4. december 1901            | 30. april 1967                    | Rød på hvid bund En hvid, en rød         | Ålstrupvej – Gammel Kongevej – Kongens Nytorv – Østerbrogade – Callisensvej                        | Oprettet som hestesporvej 22. oktober 1863. Midlertidigt afkortet til Svanemøllen st. de sidste par måneder.                                  |
| 2     | 16. oktober 1901            | 19. oktober 1969                  | Hvid på rød bund To røde                 | Brønshøj Torv – Godthåbsvej – Rådhuspladsen – Torvegade – Sundbyvester Plads                       | Oprettet som hestesporvej 19. december 1872                                                                                                   |
| 3     | 1. august 1901              | 28. april 1968                    | Sort på hvid bund To hvide               | Mozarts Plads – Enghavevej – Blågårdsgade/Stengade – Blegdamsvej – Strandboulevarden, Marstalsgade | Oprettet som hestesporvej 12. april 1872 |
| 4     | 10. september 1901          | 2. maj 1955                       | Grøn på hvid bund En hvid, en grøn       | Svanemøllen st. – Østerbrogade – Farigmagsgaderne – Hovedbanegården – Ved Glyptoteket              | Oprettet som hestesporvej 22. juli 1883. Afkortet fra Islands Brygge 21. januar 1954.                                                         |
| 5     | 24. april 1903              | 23. april 1972                    | Sort på gul bund To gule                 | Husum Torv – Frederikssundsvej – Nørregade – Amager Boulevard – Formosavej                         | Københavns og Danmarks sidste sporvejslinje.                                                                                                  |
| 6     | 22. juli 1902               | 27. april 1969                    | Hvid på blå bund To blå                  | Ålholm Plads – Vesterbrogade – Kongens Nytorv – Øster Alle – Ryparken                              | Oprettet som hestesporvej 8. oktober 1893. |
| 7     | 24. februar 1902            | 25. april 1971                    | Blå på hvid bund En hvid, en blå         | Kongens Nytorv – Nørrebrogade – Nørrebro st. – Frederikssundsvej – Husum Torv                      | Oprettet som hestesporvej 6. december 1867. Akkumulatordrift 1897-1902. Rød beskiltning på hvid bund og røde lanterner indtil 24. marts 1903. |
| 8     | 1. august 1901              | 1. maj 1965                       | Hvid på grøn bund To grønne              | Degnemose Alle – Borups Alle – Rådhuspladsen – Knippelsbro – Bodenhoffs Plads                      | Oprettet som hestesporvej |
| 9     | 27. september 1904          | 1. maj 1966                       | Hvid på grøn/rød bund En grøn, en rød    | Toftegårds Plads – Falkoner Alle – Strandboulevarden – Kongens Nytorv – Holmbladsgade              | |
| 10    | 3. september 1905           | 13. oktober 1968                  | Hvid på gul/blå bund En gul, en blå      | Toftegårds Plads – Istedgade – Kongens Nytorv – Tagensvej – Emdrup Torv                            | Oprettet som hestesporvej 24. maj 1889 |
| 11    | 22. april 1944              | 21. juli 1958                     | Hvid på grøn/blå bund En grøn, en blå    | Mozarts Plads – Istedgade – Rådhuspladsen – Godthåbsvej – Husum Torv                               | |
| 13    | 1. februar 1915             | 1. november 1964                  | Hvid på grøn/gul bund En grøn, en gul    | Ålekistevej – Hillerødgade – Hovedbanegården – Amager Boulevard – Sundby Remise                    | Indtil 15. september 1928 hvide skilte med sort skrift og hvide lanterner med linjenummer.                                                    |
| 14    | 30. december 1908           | 17. oktober 1965                  | Hvid på rød/blå bund En rød, en blå      | Ålestrupvej – Gammel Kongevej – Nørreport st. – Østerbrogade – Callisensvej                        | Indtil 18. august 1953 drevet i fællesskab med Nesa. Indtil 14. februar 1932 hvide skilte med brun skrift og hvide lanterner med linjenummer. |
| 15    | 30. december 1908           | 1. november 1963                  | Gul på rød bund En rød, en gul           | Skellet – Vesterbrogade – Nørreport st. – Øster Alle – Hans Knudsens Plads                         | Indtil 18. august 1953 drevet i fællesskab med Nesa. Indtil 1. juli 1935 brune skilte med hvid skrift og hvide lanterner med linjenummer.     |
| 15A   | 3. april 1944 3. april 1945 | 31. oktober 1944 3. november 1945 | Gul på rød bund                          | Kongens Nytorv – Øster Farimagsgade – Øster Alle – Hans Knudsens Plads                             | Erstatning for i to omgange midlertidig afkortede linje 23 og 24. Indtil 20. juni 1945 beskiltet linje 15.                                    |
| 16    | 15. oktober 1920            | 26. april 1970                    | Gul på hvid bund En hvid, en gul         | Toftegårds Plads – Istedgade – Rådhuspladsen – Nørrebrogade – Emdrup Torv                          | Indtil 3. juli 1927 hvide skilte med sort skrift og hvide lanterner med linjenummer.                                                          |
| 17    | 1. oktober 1919             | 24. juni 1931                     | Sort på hvid bund Sorte tal på hvid bund | Vanløse st. – Peter Bangs Vej – Gammel Kongevej – Rådhuspladsen                                    | |
| 18    | 1. oktober 1919             | 21. juli 1958                     | Sort på hvid bund Sorte tal på hvid bund | Toftegårds Plads – Pile Alle – Falkoner Alle – Jagtvej – Svanemøllen st.                           | |
| 19    | 1. februar 1921             | 27. juli 1927                     | Sort på hvid bund Sorte tal på hvid bund | Ålholm Plads – Vesterbrogade – Rådhuspladsen – Torvegade – Bodenhoffs Plads                        | |
| 19    | 7. december 1943            | 1. november 1964                  | Sort på hvid bund Sorte tal på hvid bund | Bispebjerg Torv – Bispeengen – Rådhuspladsen – Amager Boulevard – Øresundsvej                      | |
| 19x   | 6. oktober 1952             | 1. februar 1958                   | Sort på hvid bund Sorte tal på hvid bund | København, Lygten st. – Bispeengen – Rantzausgade – Rådhuspladsen                                  | Myldretidslinje i tilslutning til Slangerupbanen. Indtil 14. juli 1956 beskiltet linje 19.                                                    |
| 20    | 1. december 1927            | 10. februar 1958                  | Sort på hvid bund Sorte tal på hvid bund | Toftegårds Plads – Søndre Fasanvej – Nordre Fasanvej – Nørrebro st.                                | |

### Særlige sporvejslinjer
Udover de ordinære linjer oprettedes også af og til særlige nummerløse sporvejslinjer med bestemte formål for øje.
| Linje               | Oprettet                          | Sidste driftsdag               | Beskiltning                           | Linjeføring                                                                       | Bemærkninger |
| ------------------- | --------------------------------- | ------------------------------ | ------------------------------------- | --------------------------------------------------------------------------------- | --- |
| Sundby Skovvogn     | 8. maj 1932                       | 3. september 1939              | Skovport Rød på hvid bund             | Sundby Remise – Torvegade – Øster Alle – Bernstorffsvej – Dyrehaven               | Kun på sommersøndage i gunstigt vejr. |
| Valby Skovvogn      | 3. juli 1932                      | 15. september 1935             | Skovport Grøn på hvid bund            | Toftegårds Plads – Falkoner Alle – Jagtvej – Bernstorffsvej – Dyrehaven           | Kun på sommersøndage i gunstigt vejr. |
| Dyrskuelinjen       | 17. juli 1938                     | 21. juni 1964                  | Kviehoved Sort tekst på hvid bund     | Ved Glyptoteket – Hovedbanegården – Rantzausgade – Borups Alle, Dyrskuepladsen    | Tilslutning til det årlige dyrskue på Bellahøj. Populært kaldet "Linje Buh". I 1938 viste linjeskiltet udstillingens plakat med sædemanden. |
| "Lyntogslinjen"     | 12. oktober 1945 2. december 1946 | 30. april 1946 26. januar 1947 | Sort på hvid bund                     | Hovedbanegården, Frihedsstøtten – Gammel Kongevej – Jagtvej – Hans Knudsens Plads | Tilslutning til sene lyntog i to omgange under energikriser. Uvist om linjebetegnelsen brugt i samtiden.                                    |
| Kastrup Fort-linjen | 3. juli 1949                      | 14. august 1949                | Sol og sommer sort tekst på hvid bund | Enghave Plads – Istedgade – Holmens Bro – Østrigsgade – Formosavej                | Kun på søndage. |
| Nullerten           | 19. december 1953                 | 16. december 1956              | Skiftende                             | Enghave Plads – Istedgade – Nørreport st. – Nørrebrogade – Nørrebro st.           | En decemberdag årligt til fordel for Socialdemokratens julearrangement Juleløses Jul.                                                       |
| Turist-sporvognen   | 1. juni 1960                      | 24. september 1967             | Blåt t på hvid bund                   | Ringlinje udgående fra Studiestræde                                               | Sightseeing-linje om sommeren. Linjeføringen skiftede flere gange gennem årene.                                                             |

### Trolleybuslinjer
I samarbejde med Nesa drev Københavns Sporveje to trolleybuslinjer:
| Linje | Oprettet     | Bussificeret     | Beskiltning Lanterne      | Linjeføring ved nedlæggelse hhv. bussficering                      | Bemærkninger                                                                    |
| ----- | ------------ | ---------------- | ------------------------- | ------------------------------------------------------------------ | ------------------------------------------------------------------------------- |
| 23    | 21. maj 1938 | 15. oktober 1963 | Sort på grøn bund En grøn | Nørreport st. – Fredensbro – Lyngbyvej – Sorgenfri                 | Indtil 5. november 1945 benævnt linje 12. Grøn lanterne indført 28. januar 1941 |
| 24    | 21. maj 1938 | 15. oktober 1963 | Sort på gul bund En gul   | Nørreport st. – Fredensbro – Lyngbyvej – Gentoftegade – Jægersborg | Gul lanterne indført 28. januar 1941                                            |

### Buslinjer
Oprindelig havde Københavns Sporveje ingen motoriserede buslinjer, men da man overtog driften af Frederiksberg Sporveje i 1919, fulgte deres enlige buslinje ad Strøget med. Den fik linjenummeret 11, der var blevet til overs efter nedlæggelsen af hestesporvejen i Nørregade i 1915. I 1930'erne udvidedes nettet med yderligere tre linjer, 19, 21 og 22. Imidlertid betød Besættelsen i 1940 indstilling af linje 11 og 19, der først genopstod i 1947 hhv. 1946 som linje 28 og 29. I 1946 kom også den nummerløse Vigerslev Ringlinje til, fra 1951 linje 36.
Fra 1. september 1947 indledtes et samarbejde med Amagerbanen (AB), hvor dennes hidtil nummerløse linjer indførtes til Rådhuspladsen under fællesbetegnelsen linje 30. Fra 30. april 1951 fik de imidlertid hver deres nummer, og linjenummer 30 benyttedes herefter om busser, der kun kørte mellem Rådhuspladsen og Sundbyvester Plads.
1950'erne kendetegnedes af en stadig udbygning af busnettet med betjening af hidtid udækkede områder og nye kvarterer. Først kom linje 31 i 1950, og siden fulgte linje på linje fra 37 i 1951 til 46 i 1959. I 1959/60 forsøgtes desuden med hurtigbuslinjerne 81 og 82, men det blev ingen succes. Til gengæld omstilledes trolleybuslinjerne 23 og 24 til busdrift i 1963, og i perioden 1964-1972 fulgte sporvejslinjerne 1-3, 5-10, 13-14, 16 og 19, så Københavns Sporveje i de sidste par år trods navnet endte som et rent busselskab.
Bemærkninger
- Udover linjerne i tabellen nedenfor blev sporvejslinje 1, 2, 3, 5, 6, 7, 8, 9, 10, 13, 14, 16 og 19 og trolleybuslinje 23 og 24 alle omstillet til busdrift. Disse og linje 18, 21, 22, 28-35 og 37-46 overgik alle til HT 1. oktober 1974. Der er efterfølgende sket adskillige ændringer og nedlæggelser, men linje 10, 13, 14, 21 og 22 eksisterer stadig.

- Oprindelig benyttedes farvede skilte og lanterne ligesom ved sporvognene, men dette gik man efterhånden bort fra i 1950'erne, og fra sommerkøreplanen 1956 oplystes det ikke længere. Ved samme lejlighed bortfaldt også betegnelsen hurtigbus der havde været benyttet om linje 37, 38 og 42 fra 1951.

- AB = Amagerbanen
- FS = Frederiksberg Sporveje

| Linje       | Oprettet                           | Nedlagt                      | Beskiltning Lanterner                                                          | Linjeføring ved nedlæggelse hhv. overgang til HT                                              | Bemærkninger |
| ----------- | ---------------------------------- | ---------------------------- | ------------------------------------------------------------------------------ | --------------------------------------------------------------------------------------------- | --- |
| 18          | 1. maj 1966                        | 29. marts 2015               | –                                                                              | Toftegårds Plads – Pile Alle – Falkoner Alle – Jagtvej – Melchios Plads                       | |
| 21          | 29. august 1934                    | –                            | Sort på hvid bund En blå                                                       | Toftegårds Plads – Vigerslevvej – Hulgårdsvej – Tuborgvej – Hellerup, Skelstenen              | |
| 22          | 20. juli 1938                      | –                            | Sort på hvid bund En grøn                                                      | Toftegårds Plads – Gl. Køge Landevej – Vigerslevvej – Ålekistevej – Bystævnet                 | Indtil 15. august 1950 hvid lanterne. |
| 11 28       | 5. november 1913 30. november 1947 | 1. maj 1940 25. maj 2003     | Sort på hvid bund En grøn                                                      | Husum Torv – Rødovrevej – Roskildevej – Frederiksberg Alle – Havnegade                        | Oprindelig hesteomnibuslinje. Omstillet til busdrift af FS i 1913 og i 1919 overgået til KS, der gav linjen nr. 11. Indstillet som følge af besættelsen og genoprettet som linje 28. Grøn lanterne indført 27. december 1933. |
| 19 29       | 27. december 1933 4. april 1946    | 1. maj 1940 23. oktober 2011 | Sort på hvid bund En gul                                                       | Vanløse, Apollovej – Nyelandsvej – Danasvej – Kongens Nytorv                                  | Oprettet som linje 19. Indtil 1. maj 1934 rød lanterne og herefter og indtil 23. oktober 1950 brun lanterne. Indstillet under besættelsen og genoprettet som linje 29.                                                        |
| 30          | 1. september 1947                  | 1. november 1960             | Sort på rød bund En blå                                                        | Rådhuspladsen – Sundholmsvej – Sundbyvester Plads                                             | Oprindelig fællesbetegnelse for de til Rådhuspladsen indførte AB-linjer. 30. april 1951 om busser alene mellem Rådhuspladsen og Sundbyvester Plads. Indtil 23. oktober 1950 hvid lanterne.                                    |
| 30          | 30. november 1959                  | –                            | –                                                                              | Rådhuspladsen – Peder Lykkes Vej – Amager Landevej – Englandsvej – Dragør Nordstrand          | Oprettet som linje 33B. Nummeret ændret til 30 1. november 1960. Nummeret ændret til 34 13. december 2015. |
| 31          | 15. februar 1950                   | 3. august 2003               | Sort på hvid bund En gul                                                       | Kongens Nytorv – Torvegade – Røde Mellemvej – Kongelundsvej – Nøragersmindevej                | Indtil 23. oktober 1950 hvid lanterne. |
| 32          | 10. oktober 1920                   | 27. september 1998           | Hvid på brun bund En blå                                                       | Rådhuspladsen – Sundholmsvej – Saltværksvej – Lufthavnen, Flyvervej                           | Oprettet af privat og overtaget af AB 1. april 1930. Indtil 23. oktober 1950 hvid lanterne. |
| 33          | 1. april 1930                      | 27. september 1998           | Hvid på blå bund En blå                                                        | Rådhuspladsen – Sundholmsvej – Englandsvej – Kirkevej – Dragør Nordstrand                     | Indtil 23. oktober 1950 hvid lanterne. Delt i linje 33A og 33B 30. november 1959. Numrene ændret til 30 og 33 1. november 1960.                                                                                               |
| 34          | 15. maj 1937                       | 16. oktober 1966             | Hvid på grøn bund En blå                                                       | Rådhuspladsen – Sundholmsvej – Lufthavnsvej – Lufthavnen                                      | Indstillet som følge af 2. verdenskrig 10. september 1939 – 25. maj 1945. Indtil 23. oktober 1950 hvid lanterne. |
| 34          | 21. april 1974                     | 16. marts 2008               | –                                                                              | Rådhuspladsen – Sundholmsvej – Amager Landevej – Løjtegårdsvej – Sundholmsvej – Rådhuspladsen | Ringlinje. Modsat linje 35. |
| 35          | 1. juni 1920 (dato usikker)        | 1. oktober 1978              | Hvid på sort bund En blå                                                       | Rådhuspladsen – Sundholmsvej – Løjtegårdsvej – Amager Landevej – Sundholmsvej – Rådhuspladsen | Indtil 23. oktober 1950 hvid lanterne. Ringlinje. Fra 21. april 1974 benævnt linje 34 i modsatte retning. |
| 36          | 19. februar 1946                   | 19. oktober 1969             | Ad Trekronergade: Sort på hvid bund Ad Vigerslev Alle: Hvid på blå bund En gul | Toftegårds Plads – Trekronergade – Vigerslevvej – Vigerslev Alle – Toftegårds Plads           | Oprettet som Vigerslev Ringlinje. Indtil 23. oktober 1950 hvid lanterne. Indtil 20. oktober 1949 linjeskilte med sort på hvid bund i begge retninger. Nummer indført 30. april 1951.                                          |
| 37          | 15. december 1951                  | 20. oktober 2002             | Hvid på sort bund                                                              | Toftegårds Plads – Sjællandsbroen – Sundbyvester Plads – Strandlodsvej – Holmens Bro          | Benævnt hurtigbuslinje indtil 1956. |
| 38          | 1. marts 1952                      | 20. april 1975               | Hvid på rød bund                                                               | Mellemvangen – Borups Alle – Ågade – Rådhuspladsen                                            | Indtil 1954 havde tomandsbetjente busser skilte med hvid skrift på sort bund. Benævnt hurtigbuslinje indtil 1956. |
| 39          | 1. september 1953                  | 14. december 2003            | Hvid på sort bund                                                              | Toftegårds Plads – Søndre Fasanvej – Nordre Fasanvej – Haraldsgade – Svanemøllen st.          | |
| 40          | 21. januar 1954                    | –                            | Hvid på sort bund                                                              | Århusgade – Classensgade – Farimagsgaderne – Langebro – Islands Brygge, Th. Borgs Gade        | Nummeret ændret til 37 13. december 2015. |
| 41          | 2. juli 1954                       | 2. juli 1996                 | Hvid på sort bund                                                              | Carlsro – Rødovre st. – Roskildevej – Frederiksberg Alle – Havnegade                          | Nummeret ændret til 27 21. oktober 1990. |
| 42          | 1. april 1955                      | 2. juli 1996                 | Hvid på sort bund                                                              | Amagerbro, Uplandsgade – Prags Boulevard – Prøvestenen                                        | Myldretidslinje. Benævnt hurtigbuslinje indtil 1956. Nummeret ændret til 76E 23. april 1989. |
| 43          | 7. maj 1956                        | 21. oktober 2012             | –                                                                              | Søborg Torv – Emdrupvej – Lersø Parkalle – Fredensbro – Holmens Bro                           | |
| 44          | 7. maj 1956                        | 20. april 1975               | –                                                                              | Novembervej – Frederikssundsvej – Husumvej                                                    | Myldretidslinje |
| 45          | 28. oktober 1956                   | 21. oktober 1990             | –                                                                              | Enghave Plads – Vestre Kirkegård – Enghavevej – Enghave Plads                                 | Ensrettet ringlinje på Vestre Kirkegård. Kun på lør-, søn- og helligdage. |
| 46          | 2. marts 1959                      | 17. oktober 1965             | –                                                                              | Toftegårds Plads – Sjællandsbroen – Vejlands Alle – Sundbyvester Plads                        | |
| 46          | 15. oktober 1967                   | 28. april 1968               | –                                                                              | Carlsro – Valhøjs Alle – Tårnvej – Islevdalsvej                                               | Myldretidslinje |
| 46          | 19. oktober 1969                   | 20. oktober 2002             | –                                                                              | Mozarts Plads – Vasbygade – Kalvebod Brygge – Vesterport st.                                  | Myldretidslinje |
| 81          | 2. november 1959                   | 18. juli 1960                | –                                                                              | Vigerslevvej, Stakhaven – Gl. Køge Landevej – Ingerslevsgade – Holmens Bro                    | Hurtigbuslinje i myldretiden. |
| 82          | 2. november 1959                   | 18. juli 1960                | –                                                                              | Husum Torv – Frederikssundsvej – Mimersgade – Guldbergsgade – Holmens Bro                     | Hurtigbuslinje i myldretiden. |
| Lange-linie | 1. juli 1960                       | 11. september 1988           | Sort på lyseblå bund                                                           | Rådhuspladsen – Nørreport st. – Langelinie                                                    | Særlig linje om sommeren. Linjenummer 50 fra 6. juni 1976. |

## Natlinjer
Københavns Sporveje indledte natdrift 1. maj 1936 med etablering af tre natbuslinjer, A, B og C, men på grund af den store tilstrømning blev de snart efter omstillet til sporvejsdrift og suppleret med yderligere et par linjer, D og E. Som følge af Besættelsen måtte al natdrift imidlertid indstilles 11. april 1940.
Natdriften genoptoges 15. marts 1952 med fire sporvejslinjer, B, D, E og F, og to buslinjer, A og C. Sidstnævnte blev som følge af en energikrise midlertidigt omstillet til sporvejsdrift 20. marts – 2. april 1956. 3. november 1958 nedlagdes linje A, mens alle andre natlinjer fortsatte som rene buslinjer. Som sådan fortsatte de under HT indtil 30. september 1984, hvor en større reform af natlinjenettet med indførelse af nye linjenumre fandt sted.
Natlinjer med sporvejsdrift blev kørt i forbindelse med dag-sporvejslinjer, i det vogne fra disse linjer forsynedes med en ekstra blå frontlanterne og særlige hvide linjeskilte med linjebogstav og linjeføring i sort skrift. Lanterner og sideplanker udskiftedes derimod ikke.
Natlinjer med busdrift blev ligeledes kørt i forbindelse med dag-buslinjer, men da disse vekslede en del i årenes løb, er de for overskuelighedens skyld undladt i nedenstående tabeller.

### Natlinjer 1936−1940
| Linje | Oprettet          | Indstillet     | Beskiltning Lanterner             | Linjeføring ved indstilling                                                                          | Bemærkninger |
| ----- | ----------------- | -------------- | --------------------------------- | --- | --- |
| A     | 1. maj 1936       | 11. april 1940 | Sort på hvid bund En grøn, en rød | Pile Alle, Slotskroen – Jagtvej – Strandboulevarden – Kongens Nytorv – Rådhuspladsen – Enghave Plads | Oprettet som buslinje. Sporvejsdrift med linje 9-vogne fra 15. august 1937.                                             |
| B     | 1. maj 1936       | 11. april 1940 | Sort på hvid bund To røde         | Brønshøj Torv – Godthåbsvej – Rådhuspladsen – Torvegade – Sundby Remise                              | Oprettet som buslinje. Sporvejsdrift med linje 2-vogne fra 1. november 1936.                                            |
| C     | 1. maj 1936       | 11. april 1940 | Sort på hvid bund To blå          | Ålholm Plads – Vesterbrogade – Nørreport st. – Østerbrogade – Hellerup, Callisensvej                 | Oprettet som buslinje. Sporvejsdrift med linje 15-vogne fra 15. august 1937. Ændret til linje 6-vogne 15. oktober 1938. |
| D     | 15. august 1937   | 11. april 1940 | Sort på hvid bund En hvid, en rød | Jydeholmen – Gammel Kongevej – Nørreport st. – Østerbrogade – Hellerup, Callisensvej                 | Oprettet som sporvejslinje med linje 1-vogne.                                                                           |
| E     | 29. november 1938 | 11. april 1940 | Sort på hvid bund To gule         | Husum Torv – Frederikssundsvej – Rådhuspladsen – Torvegade – Øresundsvej                             | Oprettet som sporvejslinje med linje 5-vogne.                                                                           |

### Natlinjer 1952−1984
| Linje | Oprettet       | Nedlagt            | Beskiltning Lanterner             | Linjeføring ved nedlæggelse hhv. overgang til HT                                      | Bemærkninger                                                                            |
| ----- | -------------- | ------------------ | --------------------------------- | ------------------------------------------------------------------------------------- | --------------------------------------------------------------------------------------- |
| A     | 15. marts 1952 | 3. november 1958   | Sort på rød bund                  | Pile Alle, Slotskroen – Falkoner Alle – Jagtvej – Svanemøllen st.                     | Oprettet som buslinje. Midlertidigt omstillet til sporvej 20. marts – 2. april 1956.    |
| B     | 15. marts 1952 | 30. september 1984 | Sort på hvid bund To røde         | Brønshøj Torv – Godthåbsvej – Rådhuspladsen – Torvegade – Sundby Plads                | Oprettet som sporvejslinje med linje 2-vogne. Omstillet til busdrift 3. november 1958.  |
| C     | 15. marts 1952 | 30. september 1984 | Sort på rød bund                  | Ålholm Plads – Vesterbrogade – Nørreport st. – Øster Alle – Ryparken                  | Oprettet som buslinje. Midlertidigt omstillet til sporvej 20. marts – 2. april 1956.    |
| D     | 15. marts 1952 | 30. september 1984 | Sort på hvid bund En hvid, en rød | Jydeholmen – Gammel Kongevej – Kongens Nytorv – Østerbrogade – Hellerup, Callisensvej | Oprettet som sporvejslinje med linje 1-vogne. Omstillet til busdrift 3. november 1958.  |
| E     | 15. marts 1952 | 30. september 1984 | Sort på hvid bund To gule         | Husum Torv – Frederikssundsvej – Rådhuspladsen – Langebro – Øresundsvej               | Oprettet som sporvejslinje med linje 5-vogne. Omstillet til busdrift 3. november 1958.  |
| F     | 15. marts 1952 | 30. september 1984 | Sort på hvid bund En hvid, en gul | Søborg Torv – Nørrebrogade – Rådhuspladsen – Istedgade – Mozarts Plads                | Oprettet som sporvejslinje med linje 16-vogne. Omstillet til busdrift 3. november 1958. |